# Parahyliota atratus
Parahyliota atratus es una especie de coleóptero de la familia Silvanidae. Fue  descrito en 1890 por Antoine Henri Grouvelle.

## Distribución geográfica
Habita en Madagascar.